# Takashi Tezuka
Takashi Tezuka (手塚 卓志, Tezuka Takashi), né le 17 novembre 1960 à Osaka, au Japon, est un créateur de jeu vidéo japonais ayant fait sa carrière chez Nintendo. Souvent considéré comme le « bras droit » de Shigeru Miyamoto, il reste, contrairement à celui-ci, beaucoup plus discret.
Directeur ou codirecteur des premiers épisodes de Super Mario et The Legend of Zelda dans les années 1980 et 1990, il est à l'origine de plusieurs jeux qui ont fait le succès et la renommée de l'entreprise Nintendo au sein de l'industrie vidéoludique. Travaillant en tant que superviseur ou producteur au sein du studio Nintendo EAD dans les années 1990 et 2000, il occupe depuis 2005 le poste de manager général de ce studio aux côtés de Miyamoto.
Il est l'un des principaux créateurs des séries Super Mario, The Legend of Zelda, Yoshi et Animal Crossing.

## Carrière

### Débuts
Né le 17 novembre 1960, Takashi Tezuka obtient un diplôme à l'université des arts d'Osaka. En 1984, il postule chez Nintendo sur les conseils d'un ami et rentre dans l'entreprise sans rien connaître des jeux vidéo. Pendant quelques semaines il travaille à mi-temps pour l'entreprise et s'occupe de la création de quelques sprites pour Super Punch-Out!! avant d'être embauché à temps complet. À cette époque il fait partie des quelques créateurs graphiques de l'entreprise, aux côtés de Shigeru Miyamoto. Cette même année, il est, avec Miyamoto l'un des quelques employés choisis pour former une nouvelle équipe de production nommée Nintendo EAD.
Son premier gros travail est la création graphique de Devil World, un jeu de labyrinthe proche de Pac-Man et imaginé par Miyamoto. Il travaille aussi à la création des manuels d'instructions, des cartes à jouer ou à l'habillage des bornes d'arcade.
Début 1985, il commence avec Miyamoto à travailler sur deux nouveaux concepts de jeu. Le premier est un nouveau jeu de plate-forme imaginé par Miyamoto et fondé sur l'innovation qu'il avait incluse dans Donkey Kong (1981) et Mario Bros. (1983) : le saut. En sa compagnie, Tezuka est l'un des deux graphistes et game designer du futur Super Mario Bros. ; il est rétroactivement souvent crédité comme directeur assistant du jeu. Le produit est lancé au Japon en septembre 1985 sur la nouvelle console de Nintendo, la Famicom et connaît un grand succès. Pour Nintendo, le produit est tellement bon que l'entreprise inclut le jeu avec la version occidentale de la console, la NES, au lancement de celle-ci. Souvent qualifié de killer app de la console, le jeu connaît un succès mondial sans précédent. Au niveau du design, le titre se pose en modèle dans le genre du jeu de plates-formes.
Commencé en même temps que Super Mario Bros., le duo travaille aussi sur un autre projet. Il s'agit d'un jeu en vue aérienne proposant un vaste monde à découvrir formé par de nombreuses zones reliées entre elles, The Legend of Zelda, qui sort l'année suivante. Dérivé des jeux vidéo de rôle sur micro-ordinateurs, le jeu s'inspire de l'univers heroic fantasy, inclut un système d'inventaire et propose de nombreux donjons à parcourir, cependant le système de combat reste en temps réel.
Avec ces deux succès, les noms de Miyamoto et Tezuka commencent à devenir connus dans le milieu du jeu vidéo japonais. Nintendo leur alloue un budget plus important et rapidement, leur studio, le Nintendo EAD, devient le plus gros studio de développement logiciel de l'entreprise.
En 1988 Tezuka dirige la création de Super Mario Bros. 3 avec Miyamoto. Là encore, le produit connaît un franc succès.

### Années 1990
Deux ans plus tard il tient le rôle de directeur principal sur l'opus suivant de la série : Super Mario World. Il s'agit d'un projet important pour Nintendo qui espère grâce à la popularité de cette série pouvoir bien amorcer le lancement de sa nouvelle console de salon, la Super Nintendo, qui sera distribuée accompagnée du jeu dans les trois pôles du marché. Tezuka et son équipe, sous la production de Miyamoto, conçoivent un jeu qui connaît à sa sortie un succès énorme, tant critique que commercial. L'ajout de sorties cachées dans certains niveaux ou de mondes secrets proposant un challenge inhabituel sera très apprécié par les commentateurs.
Après cela, Tezuka dirige la création de deux nouveaux épisodes de The Legend of Zelda. D'abord l'opus A Link to the Past qui sort sur Super Nintendo en 1991, ensuite l'épisode Link's Awakening qui sort sur Game Boy en 1993. Encore une fois, ces produits connaissent d'énormes succès et contribuent à forger l'image de marque de Nintendo dans le domaine du jeu vidéo.
En 1995, il dirige la création de Super Mario World 2: Yoshi's Island, la suite de Super Mario World qui se concentre sur de nouveaux personnages : les Yoshis. Sorti à la toute fin de la quatrième génération de console, le jeu est en concurrence directe avec les nouveaux titres en 3D de la PlayStation. Malgré cela, la critique est enthousiaste. Par la suite, il reste fortement impliqué dans le développement des épisodes suivants des séries Super Mario et The Legend of Zelda.
À cette époque, il travaille en tant que chef de projet avec des créateurs qui connaîtront plus tard une bonne popularité dans le domaine du jeu vidéo, comme les designers Hideki Konno et Shigefumi Hino, le compositeur Koji Kondo ou Toshihiko Nakago qui s'est spécialisé dans la programmation.
En 1995-1996, il travaille en tant que directeur adjoint avec Yoshiaki Koizumi sur le nouvel épisode de Super Mario en 3D, Super Mario 64. Il dirige plusieurs membres du projet sous la tutelle de Miyamoto. Le jeu sort avec le lancement de la nouvelle console de Nintendo, la Nintendo 64, et est extrêmement bien reçu, tant par la presse que par le public.

Par la suite, il laisse sa place de directeur à de nouveaux employés et devient producteur ou superviseur sur de nombreux jeux comme Yoshi's Story, la suite spirituelle de Yoshi's Island ou The Legend of Zelda: Ocarina of Time le premier opus de la série en 3D. En 1999-2000, il travaille sur les jeux de sport Mario Golf et Mario Tennis qui sont confiés au développeur externe Camelot Software Planning. Il occupe un poste de superviseur pour le producteur Miyamoto.

### Années 2000
En 2000-2001, il travaille sur plusieurs jeux pour la nouvelle console de Nintendo : la GameCube. Il est producteur sur Luigi's Mansion aux côtés du directeur Konno. Le jeu constitue l'un des trois titres de lancement de la machine. Deux mois plus tard sort Animal Crossing, sur lequel il occupe également le poste de producteur ; Tezuka en imagine le concept. Selon certains commentateurs, le succès de ce produit au concept très libre et ouvert aurait inspiré les dirigeants de Nintendo à se diriger vers la production de jeux plus simples d'accès pour capter une audience plus large lors de la génération de consoles suivante (Wii et DS). En 2002, Tezuka produit avec Miyamoto les deux nouvelles itérations des séries Super Mario et Zelda. Super Mario Sunshine par Yoshiaki Koizumi et Kenta Usui assigne au héros une pompe à eau et le place dans un monde balnéaire baigné de soleil. The Legend of Zelda: The Wind Waker amorce un changement majeur dans la direction artistique de la série en proposant un graphisme entièrement en cel-shading plus enfantin. Dirigé par Eiji Aonuma, le jeu est composé de nombreuses îles à explorer via des voyages en bateaux. À cette période, il produit aussi des remakes d'anciens jeux Super Mario sur la console portable Game Boy Advance de Nintendo qui sont regroupés sous le nom de Super Mario Advance.
Entre 2003 et 2005, il travaille entre autres sur le développement des nouveaux opus de Mario Golf et Mario Tennis pour GameCube et Game Boy Advance, de nouveau conçus par le studio tiers Camelot Software Planning. Il œuvre en tant que superviseur pour le compte du producteur Miyamoto.
En 2005, le nouveau président de Nintendo, Satoru Iwata, restructure l'ensemble des unités de productions de l'entreprise dont le studio principal de création logiciel Nintendo EAD. Tezuka est alors promu directeur général du studio aux côtés de Shigeru Miyamoto. Dirigeant le studio avec son collègue de longue date sous la férule du président, Tezuka est crédité dans de nombreux jeux développés dans le studio depuis cette date, souvent comme superviseur, producteur sénior ou producteur général. C'est le cas dans les jeux Nintendo DS Animal Crossing: Wild World, une simulation de vie qui connaît un gros succès au Japon (plus de cinq millions d'unités vendues), Cérébrale Académie qui connaît un succès international (plus de cinq millions d'unités) ou New Super Mario Bros.. Ce dernier est, selon la volonté de Tezuka, un jeu à défilement horizontal à la manière des anciens épisodes en 2D. Le succès est énorme avec 20 millions d'unités vendues.

## Ludographie
| - 1984 : Devil World, directeur adjoint - 1985 : Super Mario Bros., directeur adjoint - 1986 : The Legend of Zelda, codirecteur - 1988 : Super Mario Bros. 3, codirecteur - 1990 : Super Mario World, directeur principal - 1991 : The Legend of Zelda: A Link to the Past, directeur, - 1993 : The Legend of Zelda: Link's Awakening, directeur - 1995 : Super Mario World 2: Yoshi's Island, codirecteur, - 1996 : Super Mario 64, directeur adjoint, - 1997 : Yoshi's Story, producteur, - 1997 : Lylat Wars, superviseur, - 1998 : The Legend of Zelda: Ocarina of Time, superviseur, - 1998 : The Legend of Zelda: Link's Awakening DX, superviseur - 1999 : Super Mario Bros. Deluxe, superviseur - 1999 : Mario Golf (N64), superviseur - 1999 : Mario Golf (GBC), superviseur - 2000 : Paper Mario, superviseur - 2000 : Mario Tennis (N64), superviseur - 2000 : The Legend of Zelda: Majora's Mask, superviseur du groupe de soutien - 2001 : Mario Tennis (GBC), superviseur - 2001 : Super Mario World: Super Mario Advance 2, superviseur - 2001 : Pikmin, superviseur - 2001 : Mario Kart: Super Circuit, superviseur - 2001 : Luigi's Mansion, producteur - 2001 : Animal Crossing, producteur - 2002 : Yoshi's Island: Super Mario Advance 3, producteur - 2002 : Super Mario Sunshine, producteur - 2002 : The Legend of Zelda: The Wind Waker, producteur - 2002 : Ura Zelda/Master Quest, superviseur du groupe de soutien - 2003 : Mario Party 5, superviseur - 2003 : Super Mario Bros. 3: Super Mario Advance 4, producteur - 2003 : Mario and Luigi: Superstar Saga, superviseur de la production - 2003 : Mario Kart: Double Dash!!, producteur - 2003 : Mario Golf: Toadstool Tour, superviseur - 2004 : Yoshi's Universal Gravitation, superviseur - 2004 : Pikmin 2, producteur - 2004 : Paper Mario : la Porte millénaire, superviseur des personnages - 2004 : The Legend of Zelda: Four Swords Adventures, superviseur - 2004 : Mario Power Tennis, superviseur - 2004 : Mario Party 6, superviseur - 2004 : Mario Golf: Advance Tour, superviseur - 2004 : The Legend of Zelda: The Minish Cap, superviseur - 2004 : Donkey Kong Jungle Beat, producteur général | - 2005 : Yoshi Touch and Go, producteur - 2005 : Star Fox: Assault, project management - 2005 : Mario Tennis: Power Tour, superviseur - 2005 : Mario Superstar Baseball, superviseur - 2005 : Mario Party Advance, superviseur - 2005 : Mario Party 7, superviseur - 2005 : Mario et Luigi : Les Frères du temps, superviseur de la production - 2005 : Animal Crossing: Wild World, producteur général - 2005 : DK King of Swing, superviseur - 2005 : Cérébrale Académie, producteur général - 2005 : Yoshi's Island DS, senior producer - 2006 : New Super Mario Bros., producteur général - 2006 : The Legend of Zelda: Twilight Princess, superviseur - 2007 : Super Paper Mario, superviseur du graphisme - 2007 : Mario Party 8, superviseur - 2007 : The Legend of Zelda: Phantom Hourglass, superviseur - 2007 : DK Jungle Climber, superviseur - 2007 : Cérébrale Académie Wii, producteur général - 2008 : Super Mario Stadium Baseball, superviseur - 2008 : Animal Crossing: Let's Go to the City, producteur général - 2009 : Mario et Luigi : Voyage au centre de Bowser, senior producer - 2009 : The Legend of Zelda: Spirit Tracks, superviseur - 2009 : New Super Mario Bros. Wii, producteur - 2010 : Super Mario Galaxy 2, producteur - 2011 : Super Mario 3D Land, producteur général - 2011 : The Legend of Zelda : Skyward Sword, superviseur - 2012 : New Super Mario Bros. 2, producteur - 2012 : New Super Mario Bros. U, producteur - 2012 : Animal Crossing: New Leaf, producteur général - 2012 : Paper Mario : Sticker Star, superviseur - 2013 : Flipnote Studio 3D, producteur - 2013 : Super Mario 3D World, producteur général - 2014 : Yoshi's New Island, producteur - 2015 : Super Mario Maker, producteur - 2015 : Yoshi's Woolly World, producteur - 2016 : Paper Mario: Color Splash, superviseur - 2016 : Super Mario Maker for Nintendo 3DS, producteur - 2017 : Poochy & Yoshi's Woolly World, producteur - 2017 : The Legend of Zelda: Breath of the Wild, superviseur - 2017 : Mario & Luigi Superstar Saga + Les Sbires de Bowser, superviseur - 2019 : New Super Mario Bros. U Deluxe, producteur - 2019 : Mario et Luigi : Voyage au centre de Bowser + L'épopée de Bowser Jr., superviseur - 2019 : Yoshi's Crafted World, producteur - 2019 : Super Mario Maker 2, producteur - 2020 : Paper Mario: The Origami King, superviseur - 2020 : Pikmin 3 Deluxe, producteur |
| | |
| | |